# Paul Davis (basket-ball)
Pour les articles homonymes, voir Paul Davis et Davis.
Paul Russell Davis (né le 21 juillet 1984 à Rochester, Michigan) est un joueur américain de basket-ball évoluant au poste de pivot.

## Biographie
Davis est nommé meilleur joueur de la 4e journée du Top 16 de l'Euroligue 2012-2013 avec une évaluation de 29 (16 points à 5 tirs sur 7 et 9 rebonds).